# Skibice (województwo lubelskie)
Skibice – wieś w Polsce położona w województwie lubelskim, w powiecie zamojskim, w gminie Grabowiec.
W latach 1975–1998 miejscowość położona była w województwie zamojskim.
Wieś jest sołectwem w gminie Grabowiec. Według Narodowego Spisu Powszechnego z roku 2011 wieś liczyła 76 mieszkańców.
Wierni Kościoła rzymskokatolickiego należą do parafii św. Mikołaja w Grabowcu.

## Historia
Według Słownika geograficznego Królestwa Polskiego z roku 1889, Skibice to wieś z folwarkiem w ówczesnym powiecie hrubieszowskim, gminie i parafii Grabowiec. Wieś odległa 20 wiorst od Hrubieszowa. Folwark Skibice w 1873 roku oddzielony od dóbr Szystowice posiadał rozległość 383 mórg w tym: grunty orne i ogrody 319 mórg, łąk mórg 31, pastwisk mórg 26, nieużytków mórg 7. W folwarku było 10 budynków drewnianych.